# Copa (Cajatambo)
Copa es un caserío peruano, capital del distrito homónimo, perteneciente a la provincia de Cajatambo del departamento de Lima, al centro oeste del Perú. 

## Ubicación
Copa se ubica al norte de la provincia de Cajatambo, en el distrito de Copa, en el departamento de Lima.

## Demografía
En 2017 Copa tenía una población de 340 habitantes.
| Gráfica de evolución demográfica de Copa entre 1993 y 2017 |
|                                                            |
| Fuentes: Población 1993 y 2017                             |